# 3C 273
3C 273是位於室女座的一個類星體。它是有史以來第一個被辨識出的類星體。
它是在夜空中最亮的可見光類星體，從地球所見的視星等約為12.9等，也是最接近我們的類星體，紅移 z=0.158。由紅移推算的光度距離D L = 749百萬秒差距（2.4吉光年）。它也是已知最亮的類星體，絕對星等為 -26.7；這意味著，如果它位於北河三（雙子座β，距離34光年）的距離上，它看起來會像太陽一樣耀眼。太陽的絕對星等僅4.83，也就是說它在可見光波長的光度是太陽的4兆倍 4×1012 L☉（8×1038 W）。通過寬發射線的反响映射，在它中心的黑洞質量估計是8.86± 1.87億太陽質量。

## 大尺度噴流
這個類星體擁有大尺度可見的噴流，視大小為23"，換算成長度有200 kly（60 kpc）。在 1995年，天文學家使用哈伯太空望遠鏡觀察噴流光學影像，揭露了型態學上的結構，證明是由微弱的發射區與明亮的結重複交織而成。

## 歷史
3C 273這個名稱表示它是劍橋大學在1959年出版的第三版電波源目錄（依照赤經排序的3C星表）中的第273個天體。在西裏爾·哈澤德（Cyril Hazard）在帕克斯天文台，經由月掩3C 273的觀測獲得準確的位置後，這個電波源很快的與光學對應體結合在一起：一個當時無法解释的似星體。1963年，馬丁·施密特和Bev Oke在1963年於《自然》期刊上雙雙發表了3C 273實質上有Z=0.158的紅移，將它的距離推移到數十億光年遠。
在發現3C 273之前，已經有幾個電波源有光學對應體，第一個是3C 48。
此外，當時有許多活躍星系，包括著名的蝎虎座BL、后髮座W、獵犬座AU都被歸類為變星。這是因為它們的光譜不同於任何已知的恆星光譜，光譜中不具有與任何已知元素對應的光譜線，以致天文學家以不了解它們是甚麼天體。3C 273是第一個被確認的類星體：在天文學的遙遠距離上極端明亮的天體。

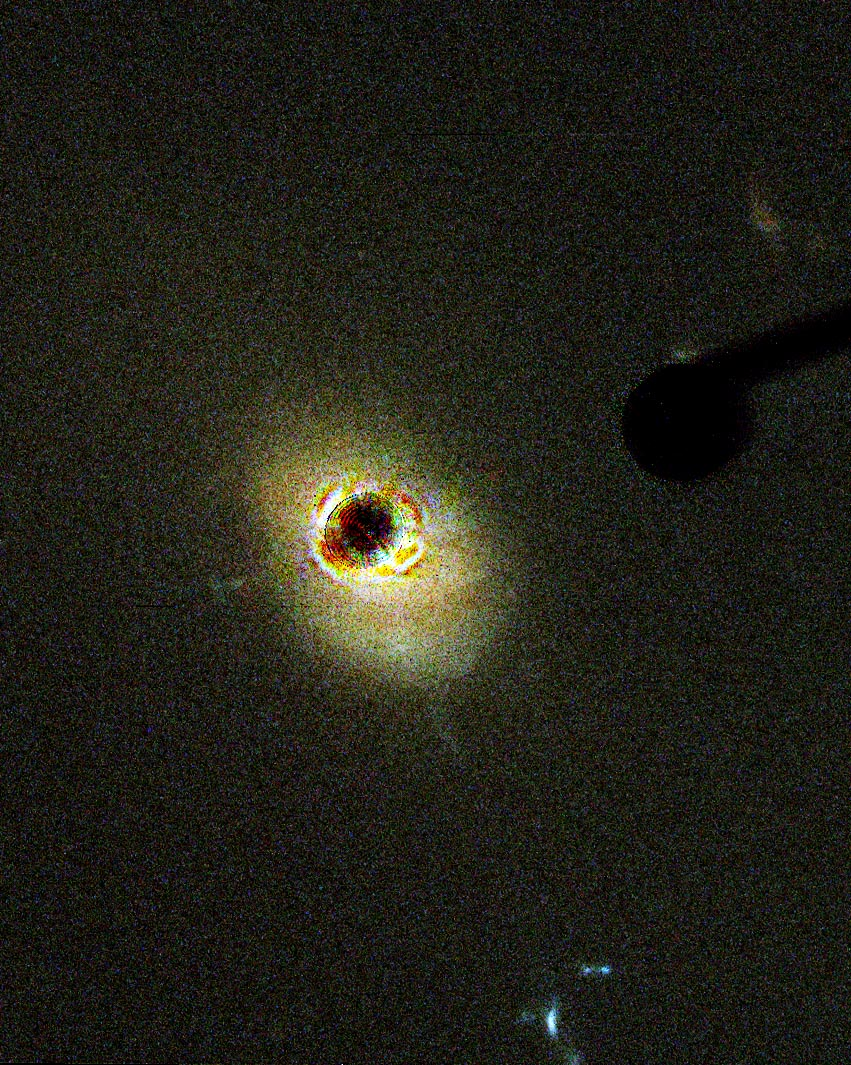
使用哈伯太空望遠鏡的先進巡天照相機拍攝的3C 273。來自類星體明亮核心的光被日冕儀遮蔽，方便更容易看到周圍的宿主星系。創建者： NASA/ESA。

3C 273是電波噪的類星體，也是1970年發現的第一批星系X射線源之一。
然而，即使到現在，產生X射線排放過程仍然有爭議。它的光度一直在改變，從電波到γ射線，幾乎每一個波長的強度，都從幾天到幾十天不停的在變化。
在大尺度噴流中的電波、紅外線和可見光都觀察到一致重合方向的極化，因此這些排放幾乎可以肯定是來自於自然界中的同步加速器，是由以相對論速度移動的噴射帶電粒子產生的輻射。這種噴流被認為是由中央的黑洞和吸積盤的交互作用創造的。使用VLBI觀察3C 273的電波揭示了一些電波發射區的自行，進一步表明存在相對論物質的噴流。

## 宿主星系
3C 273位於一個巨型橢圓星系的中心，視星等為16等，視大小為30弧秒。

## 觀測
3C 273位於室女座，在五月，南半球和北半球在五月份都能看見它。業餘天文學使用大望遠鏡也可以看得見。它足夠明亮，使用業餘天文學家的大型望遠鏡也可以觀測。部分由於其電波亮度和是第一個被確認的類星體，3C 273的赤經在基本星表（FK 5）是做為標準的23個星系電波源之一，用於定義國際天球參考系（ICRS， International Celestial Reference System）。
有鑑於它與地球的距離和視星等，3C 273是業餘天文學家通過光學望遠鏡可以看見的最遙遠天體。

## 外部連結
- 3C 273's Database at the INTEGRAL Science Data Centre (ESA)（页面存档备份，存于）
- Detailed CCD image of 3C 273 based on 30 min total exposure（页面存档备份，存于）
- Amateur 3C 273 Redshift Measurement（页面存档备份，存于）
- NightSkyInfo.com - 3C 273（页面存档备份，存于）
- 3C 273 at ESA/Hubble（页面存档备份，存于）
- SKY-MAP.ORG SDSS image of 3C 273（页面存档备份，存于）
- WikiSky上关于3C 273的内容：DSS2, SDSS, GALEX, IRAS, 氢α, X射线, 天文照片, 天图, 文章和图片